# Martin Enckell
Martin Olof Toussaint Enckell, född 8 januari 1954 i Helsingfors, är en finlandssvensk författare, översättare, poet och konstnär. Martin Enckells mest kända verk är Gud All-En, som var kandidat för Finlandiapriset 1989.